# Тур ван Беллинхаве, Марк Виллем дю
Марк Виллем дю Тур ван Беллинхаве (1835—1908) — нидерландский дипломат и политик.

## Биография
Марк Виллем дю Тур ван Беллинхаве родился 29 июля 1835 года в Леувардене, фриз по национальности.
26 июня 1866 года был избран членом парламента Нидерландов от консервативной партии и заседал до 2 сентября 1879 года, вторично избран 18 мая 1880 года
С 23 апреля 1883 года по 21 апреля 1888 года был министром юстиции и с 10 августа по 1 ноября 1885 года исполнял обязанности министра иностранных дел Нидерландов.
C 4 декабря 1888 года по 3 сентября 1895 Марк Виллем дю Тур ван Беллинхаве вновь являлся членом парламента.
Затем находился в Санкт-Петербурге в качестве посла Нидерландов в России и 22 мая 1896 года получил от императора Николая II орден св. Александра Невского.
Марк Виллем дю Тур ван Беллинхаве скончался 26 июля 1908 года в Горсселе.